# Venezuela (Cuba)
Pour les articles homonymes, voir Venezuela (homonymie).
Venezuela est une localité et une municipalité de Cuba dans la province de Ciego de Ávila.

## Géographie

### Situation
Venezuela est sur la côte sud, à l'est du centre de l'île de Cuba, au centre de la province de Ciego de Ávila, à 444 km sud-est de La Havane, 13 km sud de sa capitale de province Ciego de Ávila et 17 km du port de Júcaro sur le golfe de Ana María (es).

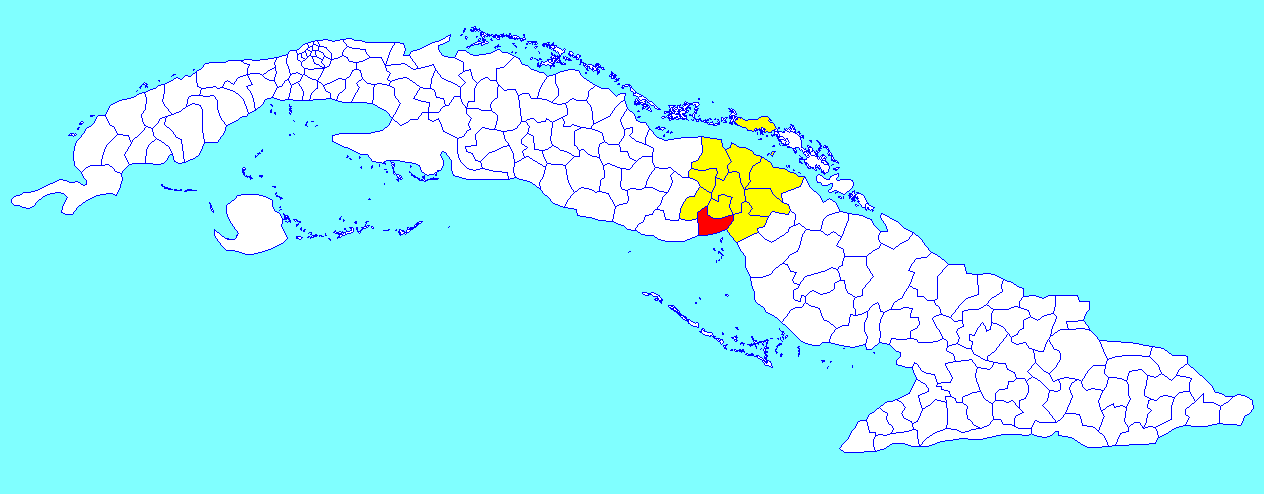
Municipalité de Venezuela dans la province de Ciego de Ávila

### Divisions administratives
La municipalité comprend six consejos populares :
- Simón Reyes
- Venezuela
- Júcaro
- Manuel Sanguily
- Los Negros
- Jagueyal

## Population
En 2022, la population de la municipalité était estimée à 25 377 habitants ; pour une surface de 821 km2, la densité de population est de 30,91 habitants/km².